# Barleria parviflora
Barleria parviflora är en akantusväxtart som beskrevs av Robert Brown och T. Anders.. Barleria parviflora ingår i släktet Barleria och familjen akantusväxter. Inga underarter finns listade i Catalogue of Life.